# Quèops
Quèops, Sufis o Khufu va ser un faraó de la dinastia IV de l'antic Egipte que va governar des del 2490 fins al 2470 aC, és a dir, uns 20 anys. El seu nom d'Horus fou Medied (o Mediu o Meteru), el seu nom Nebti fou Khufu o Mediunebti; el seu nom d'Horus d'or fou Bikuinebu; el seu nom Nesut-biti fou Nesutbitimediu; el seu nom de Sa Ra (nom de naixença) fou Knumkhufu o Khufu que vol dir 'Protegit pel déu Knum' (el déu Knum era un dels déus de la triada divina del sud, el déu del riu Nil, l'ànima de l'agricultura i el comerç dels egipcis). Manetó l'anomena Sufis; i Heròdot, Quèops.
Va succeir el seu pare Snefru, probablement ben jove, quan tenia poc més de 20 anys. La seva mare era la reina Hetepheres I. Es va casar almenys amb Meritates I (Merei-it-es), amb Henutsen, i amb una altra princesa de la qual no se sap el nom, potser líbia. Va tenir molts fills: Kauab o Kawab (possiblement, de la reina principal Meritates, i que seria l'hereu designat, però que segurament va morir abans que Khufu); Djedefhor (probablement, fill també de Meritates); Baefra o Baufre (probable fill de Meritates); Djedefra o Djedefre o Radjedef (fill segurament de la reina secundària líbia, de la qual es desconeix el nom); Khafre (Khefren (fill de la reina secundària Henutsen); Henutsen (II); Hetepheres (II); Horbaef; Babaef; Khufukaf (I); Meresankh (II); Meritiotes (II); Minkhaf; i Nefertiabet.
Va fer fer la piràmide més gran del complex de Guiza (la piràmide de Quèops), tot i que en té un altre de poètic "la piràmide que és el lloc del somriure i del capvespre". Va tenir com a visir Hemiunu (probablement, el seu nebot), que va ser l'arquitecte de la gran piràmide. Les seves tres dones foren enterrades a tres petites piràmides al sud de la gran piràmide. És possible que Khufu ordenés també la construcció de l'esfinx de Guiza.
Va enviar expedicions al Sinaí (el seu nom apareix gravat a dues tauletes a Maghara), i va fer mines de diorita a Núbia, a la regió d'Abu Simbel, on s'ha trobat el seu nom a Toshka. Una inscripció a Elefantina fa pensar que va fer treure granit d'Assuan i pedra fina de Tura. El nom de kheops està gravat a la pedrera d'alabastre d'Hatnub, a Bubastis, i a un temple de Biblos (Líban). Probablement, va fer portar de Biblos la fusta de la barca sagrada que es va trobar el 1945 al costat de la piràmide. Que, desmuntada en milers de trossos, va ser reconstruïda durant 14 anys. L'or del país de Punt està registrat com a Egipte des de l'època del faraó Quèops.
El seu nom també és a l'estatueta del faraó trobada a Abidos, i a les gerres del temple d'Horus a Nekhen (Hieracòmpolis). A l'est de la piràmide de la reina Henutsen, al costat de la principal, s'ha trobat una estela que esmenta que Khufu va fer un temple dedicat a Isis al costat de l'esfinx.
Manethó diu que el rei va escriure un llibre sagrat del qual va obtenir una còpia, però que va fer tancar temples i no va ser respectuós amb la religió. Heròdot, que va escriure la seva història vers el 450 aC, el descriu com un dèspota que va arruïnar el país, va fer tancar temples, va prohibir als seus súbdits fer sacrificis, i els va obligar tots a treballar per a ell. Heròdot diu que el rei va ser odiat pels egipcis. Una història d'Heròdot és que va enviar les seves filles als bordells per recaptar fons per a la piràmide, i que les noies demanaven, a més a més, a cada client una pedra per poder-se fer una piràmide per a elles. Però aquestes històries són invencions posteriors, sense gens de fonament, si bé les piràmides més petites van ser probablement per a les seves dones/germanes, i el rei tenia almenys tres filles. El papir de Westcar també descriu Khufu com a cruel però amable amb els seus inferiors, interessat per la naturalesa humana, i per la màgia. El papir diu que va cridar a un mag de 110 anys que menjava 500 pans amb carn i bevia 100 gerres de cervesa cada dia. El papir es va escriure durant la dinastia XVIII, però es suposa que està basat en un d'anterior de la dinastia XII. Una història del papir qu es diu Quèops i els mags, explica que un mag de nom Djedi tenia fama de poder ressuscitar els morts. Khufu el va cridar perquè volia veure una demostració, i va ordenar matar un presoner perquè el mag el tornés a la vida. Djedi es va queixar, i el rei va accedir a no matar el pres. Aleshores el mag va demostrar les seves habilitats amb un ànec.
Sembla que aquestes llegendes es basen a la feina a les piràmides que els grecs només podien entenien com a fruit del treball forçat o del dels esclaus. Però Snefru, el pare de Khufu, va fer fer més piràmides (tres), i va ser recordat com un rei amable i proper al poble. Una teoria recent atribueix el mal record de Khufu al seu autonomenament com a déu Re, cosa que els egipcis veien com un pecat.
Se'n va trobar una estatueta de vori a un edifici del temple de Khentiulmentiu a Abidos.
Va ser deïficat durant la dinastia XXVI, i el seu nom escrit en escarabeus. S'ha trobat el nom de dos sacerdots que s'encarregaven del seu culte.
Va morir amb 50 anys, i el va succeir el seu fill gran, Djedefre.